# Брактеат
Брактеат (лат. bractea — бляха) — пласка тонка монета із золота або срібла з карбуванням на одній стороні.
У нумізматичній літературі найбільш часто вживається для позначення ранньосередньовічних монет такого вигляду, виготовлених, як правило, з тонкого срібла, рідше із золота. Середньовічні брактеати з'явилися приблизно в середині XII століття і карбувалися до середини XV століття. Ці монети швидко витіснили з обігу денарій. Виняткову назву брактіат ці монети отримали в нумізматиці лише починаючи з кінця XVII століття. У середньовічній літературі XII—XIV століть ці монети мали назву денарій, нуммі або пфеніг.
Інше значення цього терміна стосується пласких і тонких золотих монет, випущених за доби великого переселення народів. Як правило, вони мали петлю та використовувалися як амулети, який носився на шиї.

## Брактеат доби переселення народів

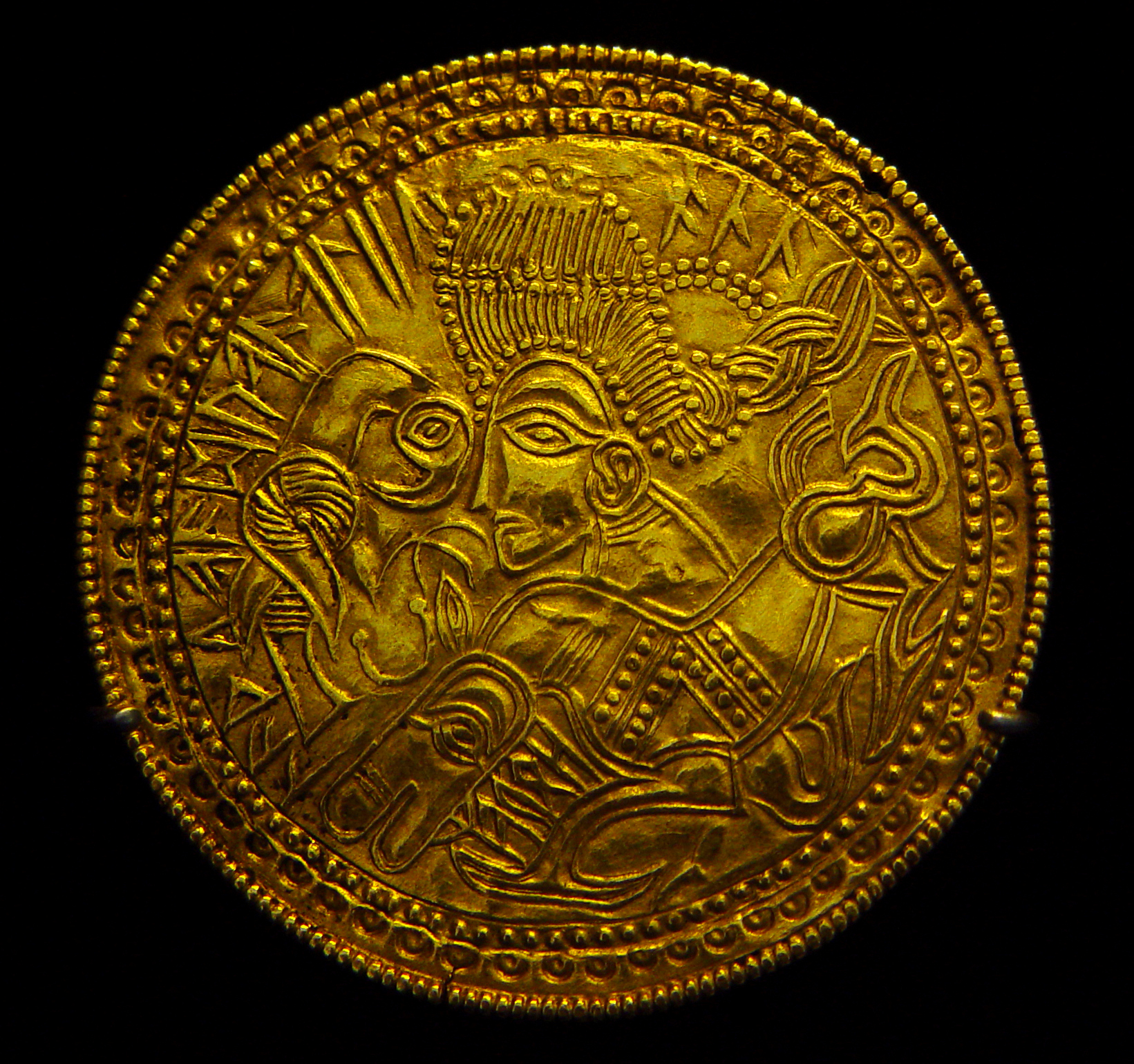
Брактеат DR BR42 з острова Фюн з написом Alu

Брактеати цього часу уявляють собою прикраси. Виготовлялись з V по VII століття н. е. та представлені в різноманітних варіаціях. Зазвичай, брактеат мав окантовку з напівсфер та петлю для носіння на шиї. Вважається, що вони використовувалися як амулети. Золото для їх виготовлення поступало з Римської імперії як «мирні гроші».
Через безліч різноманітних тематик карбування, данський нумізмат Кристіан Юргенсен Томсен у 1855 році в трактаті «Om Guldbracteaterne og Bracteaternes tidligste Brug som Mynt» запропонував, а в 1869 році шведський нумізмат Оскар Монтеліус у трактаті «Från jernåldern» описав наступну літерну класифікацію:
- A-брактеати (близько 88 зразків): з обличчям людини, стилізовані під старовинні імперські монети;
- B-брактеати (біля 91 зразку): людська фігура в положенні стоячи, сидячи та на колінах, часто в супроводі тварини;
- C-брактеати (близько 413 зразків): чоловіча голова над чотириногою твариною, як правило, ідентифікується як Одін[3]; (збереглись найкраще серед інших);
- D-брактеати (близько 348 зразків): з однією або більше сильно стилізованою твариною;
- E-брактеати (близько 280 зразків): з тваринним трискеліоном під круглою деталлю;
- F-брактеати (близько 17 зразків): з видуманими тваринами (як підгрупа D-брактеатів);
- M-брактеати (близько 17 зразків): двостороння імітація римських імперських медальйонів.

## Брактеати раннього Середньовіччя
Початок карбування таких монет було покладено в Саксонії та Тюрингії біля 1130 року. Карбування продовжувалося приблизно до 1520 року. У деяких районах Швейцарії брактеато-подібні раппени, галери та ангстери карбувалися до XVIII століття.

### Зовнішній вигляд

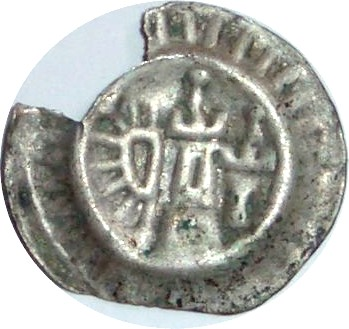
Середньовічний брактеат з Гамбурга

Срібні, рідше золоті, брактеати раннього Середньовіччя були основним типом монет у німецькомовних країнах. Хоча деякі брактеати й могли бути великими, до 40-45 мм у діаметрі, більшість мала діаметр у 15 мм та вагу 1 грам. Карбувалися монети тільки з однієї сторони, тому ставали випуклими на аверсі та увігнутими — на реверсі. До появи брактеатів, у період між IX і початком XII століття, існувала перехідна форма монет — напівбрактеати (нім. Halbbrakteaten). Вони карбувалися з двох сторін, що через товщину монети призводило до викривлення зображення з обох сторін.
Брактеати, викарбувані у другій половині XII — першій половині XIII століття, уявляють собою шедеври дрібної романської пластики.
Одним з різновидів брактеатів були брактеати з вершником (нім. Reiterbrakteat). Імовірно першим, хто почав карбування монет такого типу (з вершником у центрі) був ландграф Тюрингський Людвіг II (1140—1172). Монети цього типу карбував також маркграф Ландсбергський Дітріх I (1156—1185) та графи Мансфельдські.

### Обіг
Особливістю середньовічних брактеатів було те, що вони кожний рік (а в Магдебурзі двічі на рік) девальвувались на чверть номіналу у вигляді збору на карбування. Таким чином частково поповнювалося оподаткування. Одночасно з цим «карбувальний збір» уявляв собою певного роду інфляційний механізм, який не дозволяв накопичувати капітал. Маргріт Кеннеді у своїй роботі «Гроші без відсотків і інфляції. Як створити засіб обміну, що служить кожному» пише:
| | \| «З XII по XV століття у Європі в обігу були гроші, які називалися брактеати. Вони випускалися містами, єпископствами та окремими феодалами. При цьому вони слугували не тільки для обміну товарів та послуг, але й були засобом стягнення податків. Тонкі золоті та срібні гроші «знецінювалися» один раз на рік, тобто вилучалися з обігу та замінювалися на знов відкарбовані. При цьому вони девальвувалися на 25%, ця частка утримувалася як «збір за карбування» або «податок на карбування» \| |
| «З XII по XV століття у Європі в обігу були гроші, які називалися брактеати. Вони випускалися містами, єпископствами та окремими феодалами. При цьому вони слугували не тільки для обміну товарів та послуг, але й були засобом стягнення податків. Тонкі золоті та срібні гроші «знецінювалися» один раз на рік, тобто вилучалися з обігу та замінювалися на знов відкарбовані. При цьому вони девальвувалися на 25%, ця частка утримувалася як «збір за карбування» або «податок на карбування» | |

Така система слугувала збільшенню споживання та скорочення заощаджень, що, на думку М. Кеннеді, слугувало росту добробуту населення, розвитку економіки, скороченню політичних і військових протистоянь. Ця обставина приводить її до висновку, що «податки необхідно збирати не разом з платою за обіг, а окремо». У принципі її точку зору підтримує і Ханс Р. Л. Корсен у своїй книзі «Крихкі гроші»:
| | \| «Оскільки накопичувати грошові багатства було неможливо, замість них були створені реальні багатства» \| |
| «Оскільки накопичувати грошові багатства було неможливо, замість них були створені реальні багатства» | |

Попри це, брактеати зустрічаються в скарбах, зазвичай, у межах країни, де вони карбувалися. Один великий скарб брактеатів — хотинський, датований 1225—1230 роками, відомий на південноукраїнських землях. У його складі — саксонські, мейсенські, тюрингсько-гессенські брактеати, чеські та угорські денарії.
У підсумку, брактеати були витіснені вічними або повними пфенінгами, які не знецінювалися.